# Hamilton Tiger-Cats
Hamilton Tiger-Cats é uma equipe profissional de futebol americano do Canadá, participante da Divisão Leste da Canadian Football League da cidade de Hamilton, Ontario. Fundada como uma fusão entre o Hamilton Football Club (apelidade de "Tigers") e o Halmilton Wildcats.
Foi fundado em 1950 e já ganhou oito Grey Cups nos anos de 1953, 1957, 1963, 1965, 1967, 1972, 1986 e 1999. Seu estádio é o Tim Hortons Field.